# Keita Baldé
Keita Baldé Diao (født d. 8. marts 1995), ofte kendt som bare Keita, er en spansk-senegalesisk professionel fodboldspiller, som spiller for den russiske Premier League-klubb Spartak Moskva og Senegals landshold.

## Klubkarriere

### Lazio
Efter at oprindeligt have komme igennem Barcelonas akademi, havde han i 2012 valgt at skifte til Lazio. Dette var efter en episode i 2010, hvor den 15 årige Keita havde lavet en joke på en holdkammerat på en træningslejr i Qatar ved at putte isterninger i hans seng. Han blev straffet for denne joke ved at blive udlejet til UE Cornellà, på trods at han klart var god nok til at spille for Barcelonas eget ungdomshold. I lejeperioden scorede han et absurd 47 mål på en sæson, og afvist herefter at vende tilbage til Barcelona, og skiftede til Lazio.
Keita debuterede for Lazios førstehold i 2013, og spillede sig over de næste sæsoner ind i en vigtig rolle på holdet.

### Monaco
Keita skiftede i august 2017 til Monaco.

#### Leje til Inter
Keita blev i august 2018 udlejet til Inter Milano på en lejeaftale med en mulighed for at gøre handlen permanent. Det lykkedes dog ikke Keita at etablere sig i sæsonen, og Inter afviste at gøre aftalen permanent efter sæsonen.

#### Leje til Sampdoria
Keita blev igen udlejet til Italien i 2020-21 sæsonen, denne gang til Sampdoria.

### Cagliari
Keita skiftede i august 2021 til Cagliari efter hans kontrakt med Monaco var udløbet.

### Spartak Moskva
Keita skiftede i august 2022 til Spartak Moskva. Han blev i september 2022 givet en 3-måneders suspendering for en overtrædelse af anti-doping regler i Italien i løbet af hans tid i Cagliari. Dog han ikke havde taget nogle ulovlige produkter, så havde han overtrådte regler omkring dopingtest.

## Landsholdskarriere
Keita er født i Spanien til forældre fra Senegal, og kunne som resultat spille for begge lande. Han valgte at spille for Senegal, for hvem han gjorde sin debut den 26. marts 2016.
Keita har været del af Senegals trup til VM 2018 og til Africa Cup of Nations i 2017, 2019 og 2021.

## Titler
Senegal
- Africa Cup of Nations: 1 (2021)